# سليمان محمد نظيف
سليمان محمد نظيف (بالإنجليزية: Sulaiman Mohammed Nazif)‏ هو سياسي نيجيري، ولد في 14 أبريل 1970 في ولاية باوتشي في نيجيريا. حزبياً، نشط في Action Congress of Nigeria ‏. وقد انتخب عضو مجلس الشيوخ في نيجيريا.